# Podlëdnye Gory Zhigalova
Die Podlëdnye Gory Zhigalova (englische Transkription von russisch Подлёдные Горы Жигалова Podljodnye Gory Schigalowa, deutsch ‚Schigalow-Eisberge‘) sind eine vereiste Hügelgruppe im ostantarktischen Enderbyland. Sie liegt inmitten des Antarktischen Eisschilds.
Russische Wissenschaftler benannten sie. Der Namensgeber ist nicht überliefert.